# فايكسلاند
مملكة فايكسلاند (بالإنجليزية: Kingdom of Vikesland) هي دولة مجهرية تقع في مانيتوبا في كندا. تأسست عام 2005 من قبل كريستوفر باييت (الملك كريستوفر الأول)، وهو مصور أخبار يعمل لصالح شبكة تشوم التلفزيونية.

## التأسيس
كانت فايكسلاند نموذجا مصغرا لدول مجهرية أخرى أكثر قدما أو أكبر مساحة. كان هدفها التركيز على الأفكار التي على أساسها، قامت مثل هذه الدول في فيلم وثائقي حول الدول المجهرية قام باييت بتصويره وإنتاجه.

## الاعتراف
ذكر الموقع الرسمي لمملكة فايكسلاند أنها ليست دولة انفصالية وليس لديها أية نية للمطالبة بأراض كندية أو أراضي أي دولة أخرى ذات سيادة. وعدى الدول المجهرية الأخرى، لا تعترف أي دولة بفايكسلاند.

## المؤسس
أسست فايكسلاند من قبل كريستوفر باييت، وهو صحفي يعمل في شبكة تشوم التلفزيونية، ومقرها مدينة تورونتو في كندا. منح نفسه لقب الملك كريستوفر الأول حال تأسيسه للمملكة.

## حاليا
وفقا للموقع الرسمي، تم حل المملكة «رسميا» في أبريل 2018. أشارت التعديلات الأخيرة على الموقع إلى نية إحياء الدولة تحت اسم «دوقية فايكسلاند» منتصف عام 2019، ومع ذلك لم يتم إجراء تحديثات أخرى عليه. واعتبارا من ديسمبر 2019، توقف الموقع الرسمي عن العمل.

## العلم
يتكون العلم الأصلي من ثلاثة أشرطة أفقية؛ سوداء، بيضاء وحمراء. وفي وسط الشريط الأوسط، كان يحلق نسر أبيض ذو رأسين بحدود سوداء.
في 25 يناير 2015، قام الملك كريستوفر بتغيير علم دولته إلى خلفية حمراء يزينها صليب نوردي أزرق فاتح بحواف بيضاء. بالإضافة إلى ذلك، احتوى العلم في الزاوية العلوية اليسرى على نسر أسود مزدوج الرأس يشبه إلى حد ما النسر على علم ألبانيا مع وجود ورقة قيقب حمراء في صدره، ترمز إلى كندا التي تحيط بالمملكة.

## معرض صور

بورتريه لكريستوفر الأول، ملك فايكسلاند، سنة 2015.بورتريه لكريستوفر الأول، ملك فايكسلاند، سنة 2015.
العلم السابق لمملكة فايكسلاند.

## طالع أيضًا
- دولة مجهرية

## وصلات خارجية
- الموقع الرسمي لمملكة فايكسلاند نسخة محفوظة 9 مارس 2008 على موقع واي باك مشين.